# Тюрингско-верхнесаксонские диалекты
Тюри́нгско-верхнесаксо́нские диалекты (нем. Thüringisch-Obersächsisch), известные также как тюри́нгские диалекты (нем. Thüringisch) — это группа средненемецких диалектов, распространённых в землях Саксония (иногда выделяя собственно саксонский (верхнесаксонский) диалект), Тюрингия и отчасти Саксония-Ангальт. На них также говорят жители юго-восточной части Нижней Саксонии, северо-восточного Гессена и на северо-западе административного округа Верхняя Франкония в Баварии.

## Характеристика
В тюрингско-верхнесаксонском языковом пространстве имеются серьёзные различия, которые, возможно, порождены мозаичностью первичных языков, образовавших диалект. Народы (франки, тюринги, фламандцы, баювары и саксы), двинувшиеся в эти районы в средневековье, смешали свои языки, образовав мозаичную языковую структуру. Языковые формы «майсенского канцелярского языка» и средневерхненемецкий лексикон использовались Мартином Лютером, что впоследствии привело к тому, что эти диалекты в значительной степени повлияли на становление литературного немецкого языка.
Для тюрингско-верхнесаксонских диалектов характерна лениция согласных p, t и k, сильно дифференцированное произношение звука g. Процесс второго передвижения согласных в этой области прошёл неравномерно, что позволяет говорить о существенных отличиях отдельных диалектов на фонетическом уровне. При том нередко наблюдается искажение произношения отдельных звуков: так, b может звучать как w или f как v.

## Классификация
Тюрингско-верхнесаксонские диалекты имеют следующую классификацию:
- Центральнотюрингский диалект (Zentralthüringisch)
- Северотюрингский диалект (Nordthüringisch)
- Восточнотюрингский диалект (Ostthüringisch)
- Юговосточнотюрингский диалект (Südostthüringisch)
- Остерландский диалект (Osterländisch)
- Майсенские диалекты (Meißenisch)

- Северомайсенский диалект (Nordmeißenisch)
- Северовосточномайсенский диалект (Nordostmeißenisch)
- Западномайсенский диалект (Westmeißenisch)
- Южномайсенский диалект (Südmeißenisch)
- Юговосточно-майсенский диалект (Südostmeißenisch)

Наряду с этим, Йенский университет имени Фридриха Шиллера выделяет ещё пять диалектов:
- Ильмтюрингский диалект (Ilmthüringisch)
- Северовосточнотюрингский диалект (Nordostthüringisch)
- Западнотюрингский диалект (Westthüringisch)
- Айхсфельдский диалект (Eichsfeldisch)
- Мансфельдский диалект (Mansfeldisch)